# معسكر سيلوس
معسكر سيلوس كان معسكر اعتقال يديره جيش جمهورية البوسنة والهرسك خلال حرب البوسنة والهرسك. تمركز حول صومعة غلال بدون نوافذ وتم استخدامه لاحتجاز صرب البوسنة والهرسك وبدرجة أقل كروات البوسنة والهرسك المدنيين بين عامي 1992 و 1996. كان المعسكر يقع في قرية تارتشين بالقرب من مدينة حاجيتشي على بعد 10 كيلومترات (6.2 ميل) غرب سراييفو. تعرض النزلاء للضرب والقليل من الطعام والاحتفاظ بهم في ظروف غير صحية. واعتقل المعسكر خمسمئة من صرب البوسنة والهرسك وتسعين مدني من كروات البوسنة والهرسك. فقد أربعة وعشرون سجين حياتهم.
في سبتمبر 1992 تم اقتراح تبادل الأسرى حيث سيتم إطلاق سراح السجناء المحتجزين في سيلوس مقابل تحرير مسلمي البوسنة والهرسك المحتجزين من قبل صرب البوسنة والهرسك. انهارت المفاوضات في النهاية ولم يحدث التبادل. بعد أن زار الصليب الأحمر سيلوس في نوفمبر 1992 تحسنت الأوضاع إلى حد ما. بقي ما يصل إلى 100 سجين في سيلوس بعد توقيع اتفاقية دايتون في ديسمبر 1995 والتي أنهت الحرب. بناء على طلب من الرئيس الأمريكي بيل كلينتون تم إغلاق المعسكر في يناير 1996 بعد شهرين من توقيع اتفاقية دايتون.
في نوفمبر 2011 ألقت الشرطة البوسنية القبض على ثمانية مسؤولين مسلمين بوسنيين في زمن الحرب وحراس سابقين في المعسكر ووجهت إليهم تهم بارتكاب انتهاكات في المعسكر. في يونيو 2021 أدين سبعة من الثمانية بارتكاب جرائم حرب وجرائم ضد الإنسانية وحُكم عليهم بالسجن لمدد تتراوح بين خمس إلى عشر سنوات. وتوفي أحد المتهمين في منتصف المحاكمة قبل التوصل إلى حكم نهائي.

## الخلفية

خريطة متحركة تصور تفكك يوغوسلافيا، 1991-1992.

بعد وفاة زعيمها القديم جوزيب بروز تيتو في عام 1980 دخلت دولة يوغوسلافيا الاشتراكية متعددة الأعراق فترة من التدهور الاقتصادي المطول. أدت الحالة الضعيفة لاقتصاد البلاد إلى زيادة كبيرة في التوترات العرقية التي تفاقمت فقط مع سقوط الشيوعية في أوروبا الشرقية في عام 1989. في العام التالي سمحت عصبة الشيوعيين في يوغوسلافيا بإجراء انتخابات ديمقراطية على الصعيد الوطني. في البوسنة والهرسك تم إنشاء الأحزاب السياسية إلى حد كبير على أسس عرقية. أسس مسلمو البوسنة والهرسك حزب العمل الديمقراطي لتمثيل مصالحهم وأسس صرب البوسنة والهرسك الحزب الديمقراطي الصربي وأسس كروات البوسنة والهرسك الاتحاد الديمقراطي الكرواتي للبوسنة والهرسك. وترأس الأحزاب الثلاثة علي عزت بيغوفيتش ورادوفان كاراديتش وستيبان كلويتش على التوالي. عقدت البوسنة والهرسك أول انتخابات ديمقراطية في 18 نوفمبر 1990. وهيمنت على التصويت الأحزاب القومية مثل حزب العمل الديمقراطي والحزب الديمقراطي الصربي وحزب الاتحاد الديمقراطي الكرواتي للبوسنة والهرسك. الأحزاب الاشتراكية التي ليس لها انتماء عرقي وعلى الأخص عصبة الشيوعيين في البوسنة والهرسك فشلت في الفوز بنسبة كبيرة من الأصوات.
دعا كل من حزب العمل الديمقراطي والاتحاد الديمقراطي الكرواتي للبوسنة والهرسك اللذان يمثلان تطلعات معظم مسلمي البوسنة والهرسك وكروات البوسنة والهرسك إلى استقلال البوسنة والهرسك عن يوغوسلافيا وهي خطوة عارضها الحزب الديمقراطي الصربي والغالبية العظمى من صرب البوسنة والهرسك. في 25 يونيو أعلنت حكومتا سلوفينيا وكرواتيا الاستقلال عن يوغوسلافيا مما أدى إلى حرب الأيام العشرة وحرب الاستقلال الكرواتية أول نزاعات مسلحة لما أصبح يعرف باسم الحروب اليوغوسلافية. في نوفمبر 1991 نظم الحزب الديمقراطي الصربي استفتاء قاطعه مسلمو البوسنة والهرسك وكروات البوسنة والهرسك حيث صوتت الغالبية العظمى من صرب البوسنة والهرسك للبقاء جزء من يوغوسلافيا. أعلنت الحكومة البوسنية عدم دستورية الاستفتاء. في الشهر التالي أعلنت لجنة تحكيم أنشأتها المجموعة الاقتصادية الأوروبية أن استفتاء الاستقلال الملزم قانونا على مستوى الدولة سيكون شرط أساسي لاعتراف المجموعة الاقتصادية الأوروبية النهائي باستقلال البوسنة والهرسك. رفض الحزب الديمقراطي الصربي مثل هذا الاستفتاء باعتباره غير دستوري. في 9 يناير 1992 أعلن الحزب الديمقراطي الصربي إنشاء جمهورية البوسنة والهرسك الصربية وهي كيان مستقل ذاتيا كان من المقرر أن يشمل جميع البلديات التي صوت فيها أكثر من 50 في المائة من الناخبين للبقاء جزء من يوغوسلافيا.
عقد استفتاء الاستقلال الوطني بين 29 فبراير و 1 مارس. وبدعوة من الحزب الديمقراطي الصربي قاطعتها الغالبية العظمى من صرب البوسنة والهرسك. أفادت الأنباء أن نسبة إقبال الناخبين على الاستفتاء بلغت 63.4 في المائة منهم 99.8 في المائة صوتوا لصالح الاستقلال. نظرا لأن 63.4 بالمائة فقط من الناخبين المؤهلين قد شاركوا فشل الاستفتاء في الحصول على أغلبية الثلثين التي نص عليها دستور البوسنة والهرسك. في نفس اليوم أعلن عزت بيغوفيتش استقلال جمهورية البوسنة والهرسك وسرعان ما صدق مجلس الشعب ذي الأغلبية المسلمة على القرار.

## العملية
تارتشين هي بلدية ذات أغلبية مسلمة في سراييفو عاصمة البوسنة والهرسك. خلال حرب البوسنة والهرسك والحصار المتزامن لسراييفو (1992-1996) كانت منطقة ذات أهمية إستراتيجية كبيرة لأنها ربطت المدينة المحاصرة بالأراضي المتبقية التي يسيطر عليها جيش جمهورية البوسنة والهرسك. خوفا من الطابور الخامس الذي قد يهدد مؤخرتهم اعتقلت السلطات المحلية جميع الذكور من صرب البوسنة والهرسك في سن القتال واحتجزتهم داخل صومعة حبوب كبيرة بلا نوافذ في تارتشين. كانت تارتشين موطن لمركز احتجاز آخر يديره جيش جمهورية البوسنة والهرسك وهي عيادة صحية تقع على بعد حوالي 200 متر (660 قدم) من معسكر سيلوس. وبحسب ما ورد نُقل بعض الذين احتُجزوا في العيادة إلى سيلوس.
احتوت صومعة الحبوب على 11 مقصورة وكل منها 25 متر مربع (270 قدم مربع) إلى 35 متر مربع (380 قدم مربع). بين كل حجرة كانت هناك جدران يبلغ ارتفاعها حوالي 4 أمتار (13 قدم) وما بين 0.5 متر (1 قدم 8 بوصات) و1 متر (3 قدم 3 بوصات). تمت مراقبة المساحة بين المقصورات من قبل حراس المعسكر الذين أشاروا إلى بعضهم البعض حصريا من خلال ألقابهم. نُقل المحتجزون الأوائل إلى سيلوس في منتصف مايو 1992. واستمرت هذه الاعتقالات القسرية الأولية حتى يونيو. وفقا للناجين تراوحت أعمار السجناء بين 14 و 80 عام. وكان من بين المعتقلين سلافكو يوفيتشيتش النائب المستقبلي في برلمان البوسنة والهرسك بالإضافة إلى اثنين على الأقل من صرب البوسنة والهرسك الذين قاتلوا مع جيش جمهورية البوسنة والهرسك. السجناء لم يروا ضوء النهار لعدة أشهر في كل مرة وأفاد أحد الناجين أنه فقد 50 كيلوغرام (110 رطل) أثناء احتجازه. لم يكن المعسكر يحتوي على مرافق صحية أو مياه جارية وكان محاط بالأسلاك الشائكة. ينام النزلاء على أرضية خرسانية. توفي بعض السجناء من المرض. ومرض كثيرون عندما غطت البرازات أرضية الصومعة بالفضلات البشرية. وقُتل آخرون بالرصاص والمدفعية أثناء العمل على الخطوط الأمامية بناء على أوامر آسريهم. كان المعسكر قادر على استيعاب 600 نزيل بكامل طاقته.
في سبتمبر 1992 جرت محاولة لتبادل الأسرى 454 بوسني مسلم و 463 من صرب البوسنة والهرسك. كان من المتصور أن يقوم جيش جمهورية صرب البوسنة بالإفراج عن السجناء المسلمين البوسنيين من سجن في قرية كولا بالقرب من سوكولاك وأن يقوم جيش جمهورية صرب البوسنة بإطلاق سراح السجناء المحتجزين في سيلوس. انهارت المفاوضات في النهاية ولم يحدث التبادل أبدا. بعد أن زار الصليب الأحمر سيلوس في نوفمبر 1992 تحسنت الأوضاع إلى حد ما. بين 15 و 17 أبريل 1993 انتزع جيش جمهورية البوسنة والهرسك بلدة كونييتش من مجلس الدفاع الكرواتي وأخذ أكثر من 1000 سجين من الكروات البوسنيين واحتُجز بعضهم في سيلوس. في 13 يونيو 1993 تم اعتقال العديد من الكروات البوسنيين الذكور من تارتشين من قبل جيش جمهورية البوسنة والهرسك وسجنوا في سيلوس.
ظل أكثر من 100 نزيل أسرى بعد توقيع اتفاقيات دايتون في ديسمبر 1995 والتي أنهت حرب البوسنة والهرسك. من خلال وسيط نجح عضو الكونجرس عن كاليفورنيا رون ديلومز التجمع النسائي الصربي الأمريكي في سان فرانسيسكو في الضغط على الرئيس الأمريكي بيل كلينتون للمطالبة بالإفراج عن جميع النزلاء المتبقين. أخبر كلينتون فيما بعد عزت بيغوفيتش أنه يجب إطلاق سراح جميع المحتجزين من صرب البوسنة والهرسك. بعد حل المعسكر أطلق صرب البوسنة والهرسك سراح العديد من الرهائن الذين أخذوهم لضمان سلامة نزلاء الصوامع. وكان من بين هؤلاء امرأة مسلمة بوسنية في الخمسينيات من عمرها تم احتجازها كرهائن في فبراير 1993 على يد امرأة مسنة من صرب البوسنة والهرسك سُجنت ابنتها في سيلوس. تم إطلاق سراح المرأة البوسنية المسلمة في 24 يناير 1996 بعد أن ظلت قابعة في قبو منزل عائلة خاطفها لما يقرب من ثلاث سنوات. على مدار فترة وجودها لقي 24 نزيل مصرعهم أو قُتلوا في سيلوس.

## ما بعد الكارثة

### الإجراءات القانونية
في 22 نوفمبر 2011 ألقت الشرطة البوسنية القبض على فاضل وخالد تشوفيتش ومصطفى جليلوفيتش وبشير حاجيتش ونرمين كالمبر ونذير كازيتش وشريف ميشانوفيتش وميرساد شابيتش للاشتباه في ارتكابهم جرائم حرب وجرائم ضد الإنسانية في معسكر سيلوس بالإضافة إلى اثنين مواقع أخرى في بلدية تارتشين. خلال الحرب كان جليلوفيتش رئيس بلدية تارتشين ورئيس للجمعية البلدية ورئيس للجنة الأزمات بالبلدية. فاضل تشوفيتش كان رئيس شرطة البلدية. كان كازيتش قائد لواء الجبل التاسع التابع لجيش جمهورية البوسنة والهرسك. كان حاجيتش قائد لمعسكر سيلوس وكان خالد تشوفيتش وميشانوفيتش نوابه. كان كالمبر يعمل حارسا في سيلوس وكان شابيتش ضابط شرطة. صوتت جمعية كانتون سراييفو بالإجماع لإدانة الاعتقالات معربة عن أسفها للقبض على المشتبه بهم «وكأنهم مجرمون مختبئون». وصوت المجلس أيضا على تفويض وزارة شؤون المحاربين القدامى في الكانتون بتزويد المتهمين «بالمساعدة القانونية والمالية والمادية». تم تمرير الاقتراح بالإجماع تقريبا. امتنع نائبان فقط عن التصويت وهما عضوان حزبنا بريدراغ كويوفيتش ودانيس تانوفيتش. في 21 فبراير 2012 دفع سبعة من المتهمين الثمانية بالبراءة من جميع التهم الموجهة إليهم. وصرح كازيتش بأنه سيتقدم بالتماس بعد التشاور مع محاميه مشيرا إلى أنه لا يفهم التهم الموجهة إليه. في 1 مارس دفع أيضا بأنه غير مذنب.
في 5 يوليو 2018 في حكم ابتدائي أدين المتهمون الثمانية باحتجاز المدنيين بشكل غير قانوني واحتجازهم في ظروف معيشية لا تطاق. وتمت تبرئة الثمانية من ارتكاب جرائم ضد أسرى الحرب حيث وجدت المحكمة أن جميع المعتقلين كانوا من المدنيين. استمرت المحاكمة أكثر من ست سنوات. حكم على جليلوفيتش وكازيتش بالسجن عشر سنوات. وحُكم على فاضل تشوفيتش وحاجيتش بالسجن ثماني سنوات. حكم على شابيتش وخالد تشوفيتش بالسجن ست سنوات. حكم على ميشانوفيتش وكالمبر بالسجن لمدة خمس سنوات. واستأنف محامو جليلوفيتش وخالد تشوفيتش الحكم. في 15 يوليو 2019 ألغت محكمة الاستئناف في محكمة البوسنة والهرسك الإدانات وأمرت بإعادة المحاكمة.
بدأت إعادة المحاكمة في 17 سبتمبر 2019. تم فصل الإجراءات المرفوعة ضد ميشانوفيتش فيما بعد عن إجراءات المتهمين الآخرين بسبب الحالة الصحية السيئة لميشانوفيتش. توفي جليلوفيتش في منتصف المحاكمة في 9 مارس 2021. أعلنت بلدية حاجيتشي يوم حداد على وفاته. في 10 يونيو 2021 أيدت محكمة البوسنة والهرسك الأحكام الابتدائية الصادرة ضد جميع المتهمين الستة المتبقين باستثناء خالد تشوفيتش الذي خُففت عقوبته إلى خمس سنوات. وأيدت المحكمة في حكمها اعتقال 500 من صرب البوسنة والهرسك و90 من المدنيين كروات البوسنة والهرسك في سيلوس. الأحكام غير قابلة للاستئناف. الوقت الذي يقضيه المتهمون في السجن كان محسوب وفقا لعقوباتهم. كان من المقرر تسليم حكم ميشانوفيتش في اليوم التالي. في 11 يونيو وجدت المحكمة مرة أخرى ميسانوفيتش مذنب وزادت العقوبة إلى ست سنوات سجن.

### الإرث
في نوفمبر 2012 رفض القضاة الذين ترأسوا محاكمة كاراديتش في المحكمة الجنائية الدولية ليوغوسلافيا السابقة في لاهاي شهادة الناجية من المعسكر رادويكا باندوريفيتش على أساس أنها لا تتعلق مباشرة بالتهم الموجهة إلى كاراديتش. تم استدعاؤها للمثول كشاهدة دفاع من قبل كاراديتش. في العام التالي أجرت الباحثة القانونية جانين ناتاليا كلارك مقابلة مع باندوريفيتش الذي كان محتجز في سيلوس لمدة 1339 يوم. قالت المرأة لكلارك: «كان الوقت الذي قضيته في المحكمة الجنائية الدولية ليوغوسلافيا السابقة أسوأ من الوقت الذي قضيته في المعسكر». وذكرت أيضا أن التجربة عززت اعتقادها بأن «المحكمة ليس لديها مصلحة في سماع جرائم ضد الصرب». تجاه الفظائع التي ارتكبها صرب البوسنة والهرسك.
في عام 2013 نشر الناجي من المعسكر جورجي شوفايلو مذكرات بعنوان 1135 يوم يسرد تجاربه في سيلوس. نُشرت ترجمة باللغة الإنجليزية للمذكرات في عام 2017.